# Teotónio Alberto Mendes
 Teotónio Alberto Mendes  (Ilha Terceira, Açores, Portugal, 24 de Setembro de 1866 — ?) foi um farmacêutico português, formado pela escola do Porto em 1892, exerceu a sua actividade no Hospital de Santo Espírito de Angra do Heroísmo, ilha Terceira.